# Hymenomima arthura
Hymenomima arthura är en fjärilsart som beskrevs av William Schaus 1901. Hymenomima arthura ingår i släktet Hymenomima och familjen mätare. Inga underarter finns listade i Catalogue of Life.